# Maria Peschek

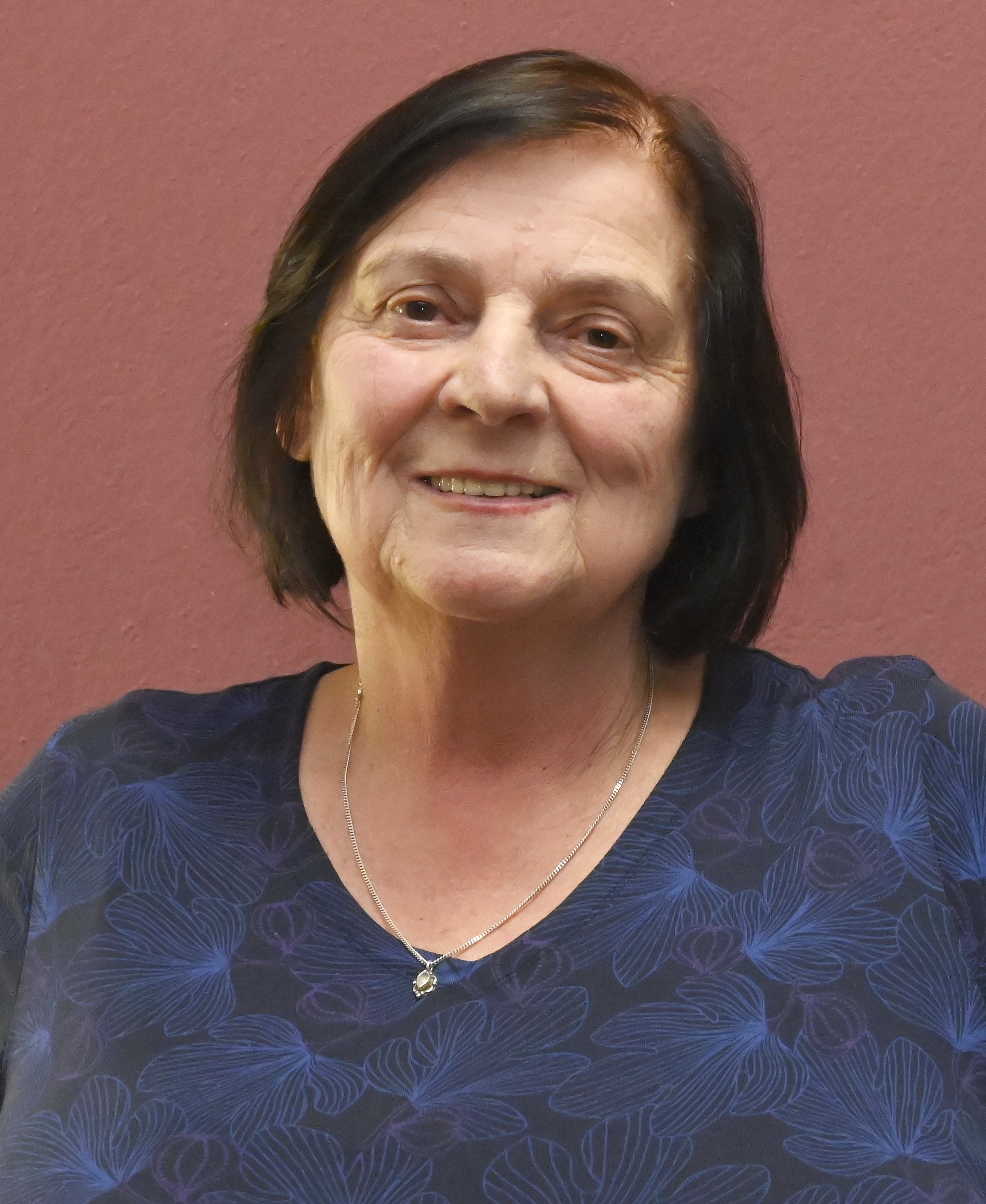
Maria Peschek, 2019

Maria Peschek (* 12. August 1953 in Weng, Landkreis Landshut; † 8. Juni 2023) war eine deutsche Kabarettistin, Schauspielerin und Bühnenautorin, die mit mundartlichen Programmen hervortrat.

## Leben und Karriere
Die in München aufgewachsene Peschek besuchte nach der staatlichen Anerkennung als Erzieherin die Otto-Falckenberg-Schule für darstellende Kunst der Landeshauptstadt München. Nach verschiedenen bundesweiten Theaterengagements trat sie 1985 erstmals in ihrer Paraderolle der Ratschkathl Paula Pirschl in Passau beim renommierten Scharfrichterbeil-Wettbewerb auf und gewann dort den zweiten Preis. Sie spielte seitdem in zahlreichen Fernsehserien und -filmen mit, beispielsweise an der Seite von Ottfried Fischer in Der Bulle von Tölz sowie in Franzi. Ab 1986 gastierte sie mit eigenen Soloprogrammen und unter anderem zusammen mit der bayerischen Volksmusik- und Kabarettgruppe Wellküren sowie dem Radiomoderator und Journalisten Michael Skasa auf zahlreichen Kleinkunstbühnen. Von 2000 bis 2007 lieferte sie die wöchentliche Glosse beim BR als Paula Pirschl.
Im Jahr 2004 wurde ihr erstes Theaterstück Entschuldigung am Münchner Theater am Sozialamt (TamS) uraufgeführt, für das sie kontinuierlich Stücke schrieb. Zusammen mit der Schauspielerin Gisela Schneeberger und dem Gitarristen Ardhi Engl veranstaltete sie in der Adventszeit 2010 Weihnachtslesungen mit Gedichten, Geschichten und autobiographischen Erinnerungen.
Maria Peschek war Mutter zweier Kinder und lebte mit ihrem Ehemann, dem Schauspieler Helmut Dauner, auf dem Land in Bayern.
Sie starb am 8. Juni 2023 mit 69 Jahren an einem Herzinfarkt.

## Veröffentlichungen (Auszug)
- 1988: Ja wo samma denn. Ratschkattl – Geschichten die das Leben schreibt, Erzählungen, Bülow, ISBN 3-925185-05-4
- 1996: Der Skasa liest – die Peschek ratscht, Audio-CD (zusammen mit Michael Skasa)
- 2000: Öha – Online in die Bayrische Seele, Audio-CD, Mood Records, aufgenommen am 20. Oktober 1999 in der Weilachmühle in Thalhausen
- 2008: Passt scho, Bühnenstück, Uraufführung im TamS

## Programme
- 1985: Ja wo samma, erstes Soloprogramm
- 1988 und 1990: Programm mit den Wellküren
- 1991: Nachts, wenn die Peschek kommt, Soloprogramm
- 1995: Für nix und wider nix, Soloprogramm
- 1998: Der Skasa liest, die Peschek ratscht, BR-Tournee mit Michael Skasa
- 1999: Öha! Online in die bayerische Seele, Soloprogramm
- 2009: Und wer ist schuld?, Soloprogramm
- 2010: Weihnachtspäschel, Lesung zusammen mit Gisela Schneeberger
- 2016: Was war des jetzt?, 30 Jahre Peschek – ein Jubiläumsprogramm mit Helmut Dauner

## Filmografie
- 1981: Die Rumplhanni (TV-Serie)
- 1984: Der Senior (TV)
- 1989: Die schnelle Gerdi (TV-Serie)
- 1990: Das schreckliche Mädchen
- 1992: Herr Ober!
- 1992: Langer Samstag
- 1994: Tatort – … und die Musi spielt dazu (TV-Reihe)
- 1995: Die Sängerknaben (TV-Serie)
- 1996: Der Bulle von Tölz: Tod am Altar
- 1998: Explodiert
- 1998: Anwalt Abel, Folge: Die Spur des Massenmörders (TV-Serie)
- 1998: Die unerwünschte Zeugin (TV)
- 2000: Die Verbrechen des Professor Capellari, Folge: Tote schweigen nicht (TV-Serie)
- 2002: Mann, oh Mann, oh Mann! (TV)
- 2003: Plötzlich wieder 16 (TV)
- 2008: Mit sechzehn bin ich weg
- 2009: Keine Ahnung ist tot!
- 2009–2012: Franzi (TV-Serie im Bayerischen Fernsehen)
- 2013: Und Äktschn (Kinofilm)
- 2013–2014: Im Schleudergang (TV-Serie im Bayerischen Fernsehen)
- 2014: Winterkartoffelknödel (Kinofilm)
- 2014: Beste Chance (Kinofilm)
- 2015: Die Rosenheim-Cops – Tot im Netz
- 2015: Sedwitz (TV-Serie)
- 2017: Falsche Siebziger (Kinofilm)
- 2018: Der Greis ist heiß (Komödienstadel)
- 2018: Odel verpflichtet (Komödienstadel)
- 2019: Der Unschuldsengel (Komödienstadel)

## Bühne – TamStheater
- 2014: In geheimer Mission (Autorin und Darstellerin)
- 2015: Traumbürgerhochzeit (Autorin)
- 2016: Schade um die Hasen (Darstellerin)
- 2017: Die Affengruppe ist ja gar nicht vorgekommen (Darstellerin)
- 2018: Vorsicht Sturzgefahr (Autorin und Darstellerin)

## Auszeichnungen
- 1999: Ernst-Hoferichter-Preis

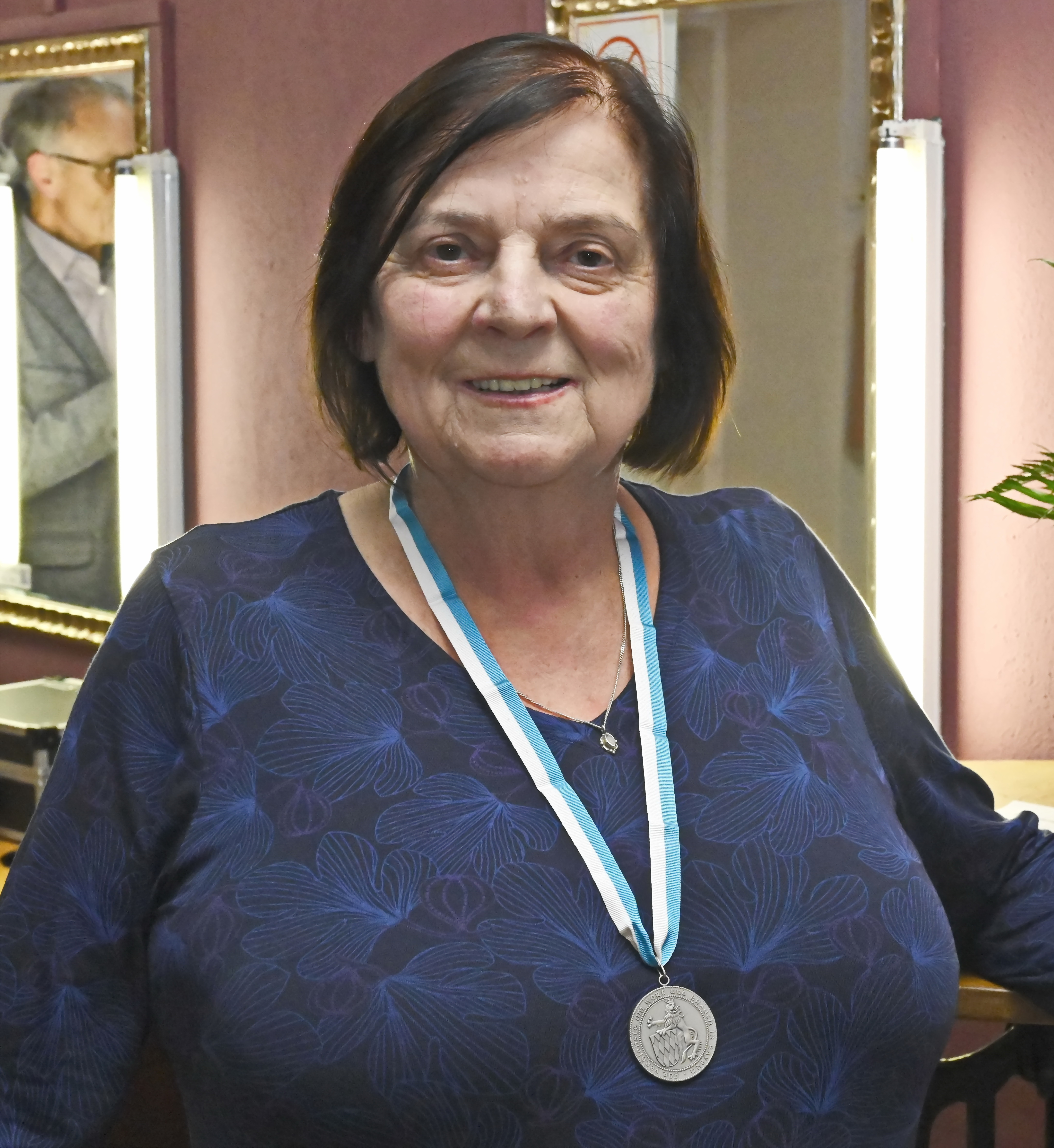
Maria Peschek erhielt 2019 den Bayerischen Poetentaler

- 2009: Kabarettpreis der Landeshauptstadt München[5]
- 2019: Bayerischer Poetentaler
- 2020: Schwabinger Kunstpreis